# A szív bajnokai
A szív bajnokai (eredeti cím: The Blind Side) 2009-ben bemutatott egész estés amerikai filmdráma, amelyet az Alcon Entertainment készített, és a Warner Bros. forgalmazott.
A film igaz történetet dolgoz fel, egy amerikaifutball-játékos, Michael Oher élettörténetén alapul. A forgatókönyv Michael Lewis hasonló (The Blind Side: Evolution of a Game) című regénye alapján született, John Lee Hancock rendezésében.
Az Amerikai Egyesült Államokban 2009. november 20-án mutatták be a mozikban. Magyarországon 2010. június 30-án adták ki DVD-n. A filmben nyújtott alakításáért Sandra Bullock Oscar-díjat kapott. A film további hét díjat nyert, és 22 filmes jelölést kapott.

## Cselekmény
Michael Oher (Quinton Aaron) egy fiatal, nagydarab afroamerikai fiú, akinek igen nehéz volt a gyerekkora. Az anyja a kábítószer-függősége miatt nem gondoskodott róla, apja korán meghalt, ezért a fiú hamar elszakadt a szülői háztól, Memphis utcáin nőtt fel. Egyik gyámtól a másikhoz került, de mindegyik otthonból elmenekült, míg végül egy iskolai tornateremben húzta meg magát.
Ekkor találkozott egyik iskolatársa, Sean Jr., azaz „SJ” (Jae Head) anyjával, Leigh Anne Tuohy-val (Sandra Bullock), aki férje és a gyerekei beleegyezésével szállást ad számára – először csak egy éjszakára. Az asszony jól menő belsőépítész, férje Sean Tuohy (Tim McGraw) gazdag üzletember. A fehérbőrű házaspárnak két gyereke van, „SJ” és nővére, a még tinédzser Collins (Lily Collins). Michael lassan a Tuohy család tagjává válik, annak ellenére, hogy Leigh Anne gazdag barátnői, gusztustalan feltételezéseket említve erősen óvják ettől. Az asszony elhatározza, hivatalosan is a fiú gyámja lesz, de előtte megkeresi Michael drogfüggő anyját, akitől megtudja, hogy Michael hétéves korában került el tőle.
A nagydarab, jámbor, szerény és jóindulatú Michael az iskolában különféle teszteken vesz részt, amik zömében nagyon rosszul teljesít, de egyben, a „védő ösztönök” területén 98%-ot mutat. „Big Mike” (így szólították Michaelt az iskolában) játszani kezd az iskolai futballcsapatban, és újdonsült anyja ráhatására kiderül, hogy hogy óriási tehetsége van a játékhoz, és hamar a csapat legjobb játékosa lesz. A játékával kapcsolatos hírek és videók hamar felkeltik a legjobb egyetemek futballedzőinek figyelmét.
Ahhoz, hogy Michael egyetemre kerülhessen, be kell hoznia lemaradását a tanulmányaiban, ezért Leigh Anne állandó tanárt szerződtet mellé Miss Sue (Kathy Bates) személyében, és más tanárok is segítik. Michael teljesíti a szükséges szintet, és amikor eljön az ideje, egyetemi edzők sora igyekszik megnyerni csapata számára. Leigh Anne azt szeretné, ha Michael a University of Mississippit (becenevén Ole Miss) választaná, mivel ő és a férje is ott végzett, ráadásul – némi fondorlattal – Miss Sue is az Ole Miss felé terelgeti.
Amikor a National Collegiate Athletic Association (NCAA) munkatársa (kötelező jelleggel) meghallgatja a fiút, azzal vádolja meg, hogy nem a saját akaratából döntött a Mississippi Egyetem mellett, hanem nevelőszülei ráhatására. A fiút rosszul érinti a gyanúsítás, és gyermekkora régi helyszínére menekül, ahol kiderül, hogy ő már nem oda tartozik, még régi haverjaival is verekedésbe keveredik, mert azok gonosz megjegyzéseket tesznek Leigh Anne-re és Collinsra. Leigh Anne kétségbeesetten keresi Michaelt, s amikor találkoznak, azt mondja neki, hogy támogatni fogja bármilyen döntését is az egyetemet illetően, ebben nem fogja befolyásolni.
Michael ismét részt vesz az NCAA vizsgálatán, és megismétli az Ole Miss választását, és kijelenti, hogy azt a szabad akaratából teszi, mert az egész családja oda járt. Az egyetemre egész családja elkíséri Michaelt, ahol érzelmes búcsút vesznek egymástól.
A záró képsorokban a valódi 2009-es NFL-draft jeleneteit mutatják be, amikor az igazi Michael Ohert az első körben leigazolta a Baltimore Ravens. Az ezt követő fotókon Oher és a valódi örökbefogadó szülők, illetve a családtagok tűnnek fel.

## Szereplők
| Szereplő                           | Színész                            | Magyar hang      |
| ---------------------------------- | ---------------------------------- | ---------------- |
| Leigh Anne Tuohy                   | Sandra Bullock                     | Für Anikó        |
| Sean Tuohy                         | Tim McGraw                         | Schnell Ádám     |
| Michael Oher                       | Quinton Aaron                      | Gacsal Ádám      |
| S.J. Tuohy                         | Jae Head                           | Bogdán Gergő     |
| Collins Tuohy                      | Lily Collins                       | Tamási Nikolett  |
| Burt Cotton edző                   | Ray McKinnon                       | Huszár Zsolt     |
| Mrs. Boswell                       | Kim Dickens                        | ?                |
| Denise Oher                        | Adriane Lenox                      | Réti Szilvia     |
| Miss Sue                           | Kathy Bates                        | Molnár Piroska   |
| Mrs. Smith                         | Catherine Dyer                     | Incze Ildikó     |
| Sandstrom igazgató                 | Andy Stahl                         | Rosta Sándor     |
| Irodalomtanár                      | Tom Nowicki                        | Orosz István     |
| Szarkasztikus tanár                | Libby Whittemore                   | ?                |
| Jay Collins                        | Brian Hollan                       | ?                |
| Történelemtanár                    | Melody Weintraub                   | ?                |
| A nyomozás vezetője                | Sharon Conley                      | Bánfalvi Eszter  |
| Tony Hamilton                      | Omar J. Dorsey                     | Tóth Zoltán      |
| Steve Hamilton                     | Paul Amadi                         | ?                |
| Alton                              | Irone Singleton                    | Király Attila    |
| David                              | Hampton Fluker                     | Géczi Zoltán     |
| Beth                               | Rhoda Griffis                      | ?                |
| Elaine                             | Eaddy Mays                         | ?                |
| Sherry                             | Ashley LeConte Campbell            | ?                |
| Önmagukat alakító edzők            |                                    |                  |
| Phillip Fulmer, a Tennessee edzője | Phillip Fulmer, a Tennessee edzője | Borbiczki Ferenc |
| Lou Holtz, a South Carolina edzője | Lou Holtz, a South Carolina edzője | Kajtár Róbert    |
| Houston Nutt, az Arkansas edzője   | Houston Nutt, az Arkansas edzője   | Szűcs Sándor     |
| Ed Orgeron, az Ole Miss edzője     | Ed Orgeron, az Ole Miss edzője     | ?                |
| Nick Saban, az LSU edzője          | Nick Saban, az LSU edzője          | Jakab Csaba      |
| Tommy Tuberville, az Auburn edzője | Tommy Tuberville, az Auburn edzője | ?                |

## A film készítése
A szív bajnokait az Alcon Entertainment készítette, és a Warner Bros. forgalmazta. A Reuters szerint a film gyártási költségvetése 29 000 000 $ volt. Az iskolai jeleneteket az Atlanta International Schoolban és a szintén atlantai Westminster Schools-ban forgatták – számos valódi diák részvételével. A film premierje 2009. november 17-én volt New Yorkban és New Orleansban, majd az USA és Kanada más városaiban november 20-án. Leigh Anne Tuohy szerepére eredetileg Julia Robertset kérték fel, de ő nem vállalta. Kezdetben Sandra Bullock is visszautasította, mert úgy vélte, nem az ő egyéniségéhez való a szerep, csak a valódi Leigh Anne Tuohy-val való találkozás után vállalta.

## Bemutató
A filmet 2010. március 23-án adták ki DVD-n és Blu-ray discen. 2012. július 18-án a DVD-ből már több mint 8 400 000 darabot adtak el.

## Díjak és jelölések
| Díj                               | Kategória                          | jelölt                                        | Eredmény                            |
| --------------------------------- | ---------------------------------- | --------------------------------------------- | ----------------------------------- |
| Oscar-díj                         | legjobb női főszereplő             | Sandra Bullock                                | nyertes                             |
| Oscar-díj                         | legjobb film                       | Gil Netter Andrew A. Kosove Broderick Johnson | jelölt                              |
| Filmkritikusok Egyesületének díja | legjobb színésznő                  | Sandra Bullock                                | nyertes (megosztva Meryl Streeppel) |
| ESPY Awards                       | legjobb sportfilm                  | a film                                        | nyertes                             |
| Golden Globe                      | legjobb drámai színésznő           | Sandra Bullock                                | nyertes                             |
| Nickelodeon Kids' Choice Awards   | kedvenc filmszínésznő              | Sandra Bullock                                | jelölt                              |
| Screen Actors Guild Award         | kiemelkedő színésznői teljesítmény | Sandra Bullock                                | nyertes                             |
| People's Choice Award             | kedvenc filmszínésznő              | Sandra Bullock                                | nyertes                             |
| Washingtoni filmkritikusok díja   | legjobb színésznő                  | Sandra Bullock                                | jelölt                              |
| Teen Choice Awards                | legjobb filmdráma                  | a film                                        | nyertes                             |
| Teen Choice Awards                | legjobb drámai filmszínésznő       | Sandra Bullock                                | nyertes                             |
| Teen Choice Awards                | legjobb bemutatkozó férfiszínész   | Quinton Aaron                                 | jelölt                              |

## Fordítás
Ez a szócikk részben vagy egészben  a   The Blind Side (film) című angol Wikipédia-szócikk ezen változatának fordításán alapul.  Az eredeti cikk szerkesztőit annak laptörténete sorolja fel. Ez a jelzés csupán a megfogalmazás eredetét és a szerzői jogokat jelzi, nem szolgál a cikkben szereplő információk forrásmegjelöléseként.